# 岔沟镇
岔沟镇，是中华人民共和国辽宁省鞍山市海城市下辖的一个乡镇级行政单位。

## 行政区划
岔沟镇下辖以下地区：
岔沟社区、海龙川村、红旗岭村、上栗园村、下栗园村、黄家堡村、胡家屯村、板子屯村、英守沟村、候家堡村、王家村、刘家堡村、叶家堡村、庞家店村和柳树沟村。